# Vietnam International Series 2023
Die Vietnam International Series 2023 im Badminton fand vom 7. bis zum 12. November 2023 in Đà Nẵng statt.

## Sieger und Platzierte
| Disziplin    | Gold                      | Silber                          | Bronze                                                    |
| ------------ | ------------------------- | ------------------------------- | --------------------------------------------------------- |
| Herreneinzel | Liu Liang                 | Wang Zhengxing                  | Huang Ping-hsien                                          |
| Herreneinzel | Liu Liang                 | Wang Zhengxing                  | Moh. Zaki Ubaidillah                                      |
| Dameneinzel  | Wu Luoyu                  | Sorano Yoshikawa                | Dai Wang                                                  |
| Dameneinzel  | Wu Luoyu                  | Sorano Yoshikawa                | Vũ Thị Anh Thư                                            |
| Herrendoppel | Xie Haonan Zeng Weihan    | Cui Hechen Sun Wenjun           | Asghar Herfanda Dwiki Rafian Restu                        |
| Herrendoppel | Xie Haonan Zeng Weihan    | Cui Hechen Sun Wenjun           | Nge Joo Jie Johann Prajogo                                |
| Damendoppel  | Kaho Osawa Asuka Sugiyama | Tsukiko Yasaki Sorano Yoshikawa | Bùi Bích Phương Trần Thị Ánh                              |
| Damendoppel  | Kaho Osawa Asuka Sugiyama | Tsukiko Yasaki Sorano Yoshikawa | Yan Fei-chen Liang Ching-sun                              |
| Mixed        | Zhou Zhihong Yang Jiayi   | Phạm Văn Hải Thân Vân Anh       | Anselmus Breagit Fredy Prasetya Bernadine Anindya Wardana |
| Mixed        | Zhou Zhihong Yang Jiayi   | Phạm Văn Hải Thân Vân Anh       | Michael Kaldrian Wiguna Nathalie Ivyana                   |